# San Jacinto (Uruguay)
San Jacinto è un comune dell'Uruguay, situato nel Dipartimento di Canelones.